# Список князей полоцких
Князья Полоцкие — правители Полоцкого княжества, существовавшего со второй половины X века и до конца XIV века. Род внесён в Бархатную книгу.

## Список полоцких князей
Местная полоцкая династия
- Рогволод, ? — 978.

Изяславичи Полоцкие
- Изяслав Владимирович, ок. 987—1001.
- Всеслав Изяславич, 1001—1003.
- Брячислав Изяславич, 1003—1044.
- Всеслав Брячиславич Чародей, 1044—1068.

Рюриковичи (Туровская ветвь)
- Мстислав Изяславич, 1069.
- Святополк Изяславич, 1069—1071.

Изяславичи Полоцкие
- Всеслав Брячиславич Чародей, (повторно) 1071—1101.

В 1101 году Полоцкое княжество распадается, вероятно, на шесть уделов. Вопрос о том, кто из сыновей получил собственно Полоцк, как и само старшинство сыновей, остаётся дискуссионным в историографии.
- Рогволод-Борис Всеславич, 1127—1128.
- Давыд Всеславич, 1128—1129.

Мономашичи
- Изяслав Мстиславич 1129—1132.
- Святополк Мстиславич 1132.

Изяславичи Полоцкие (Витебская линия)
- Василько Святославич, 1132—1144.

Изяславичи Полоцкие (Друцкая линия)
- Рогволод-Василий Борисович, 1144—1151.

Изяславичи Полоцкие (Минская линия)
- Ростислав Глебович, 1151—1159.

Изяславичи Полоцкие (Друцкая линия)
- Рогволод-Василий Борисович (повторно), 1159—1162.

Изяславичи Полоцкие (Витебская линия)
- Всеслав Василькович Витебский, 1162—1167[4].

Изяславичи Полоцкие (Минская линия)
- Володарь Глебович Минский, 1167.

Изяславичи Полоцкие (Витебская линия)
- Всеслав Василькович Витебский (повторно), 1167 — после 1180.
- Борис, после 1180—1184 — 1186.

Изяславичи Полоцкие (Минская линия)
- Владимир, 1184—1186 — 1216 (по гипотезе Д. Н. Александрова, Д. М. Володихина тождественен Василько[5], Д. Н. Володихин позже отказался от этого предположения[6]).
- Василько, 1216—1220-е.

Изяславичи Полоцкие (Друцкая линия)
- Борис и Глеб, 1220-е — 1222.

Ростиславичи (смоленские)
- Святослав Мстиславич, 1222—1232.

Изяславичи Полоцкие (Витебская линия)
- Брячислав Василькович, 1232 — после 1241 до 1248[7].
- Константин Безрукий до 1262[5], вероятно сын Брячислава Васильковича.

Литовские князья
- Товтивил, зять Брячислава Васильковича, племянник Миндовга, не позднее 1252—1263.
- Изяслав Витебский (?) 1264.
- Гердень, 1264—1267.
- Изяслав Витебский (?) 1267 — ? (повторно).
- Константин Безрукий 1270—1280 — ок. 1290 (повторно).
- Иван Всеволодович

Династия Гедиминовичей
- Воин, 1307—1336.
- Василий, 1326[8].
- Наримонт-Глеб Гедиминович, 1336—1345.
- Андрей Ольгердович, 1345—1377, 1381—1387, 1393—1399
- Скиргайло (Иван) Ольгердович, 1377—1382, 1387—1393

В 1504 году Полоцкое княжество преобразовано в воеводство.